# 英式車裂
英式车裂，也称吊剖分屍刑或掛拉分，是英格兰公元1352年立法加入的酷刑，意在惩处叛国者，早在亨利三世的执政期间（1216年 – 1272年）就已有行刑的记录。被定罪后，叛国之人会被绑在栅栏或木板上，由马车拉到行刑地点，吊至濒死，随后阉割、剜刑、斬首，最后分尸（切成四块）。完成之后，犯人的尸身会放到全国知名的场所（尤其是伦敦桥）公开展示。虽然目前英国的法律条文中仍然存在国会法令定义的大逆罪，在19世纪期间英国进行了一系列的法律改革，英式车裂先是被修改为“拖拽、绞刑至死，死后斩首并分尸”，后在1870年被废除。1998年，英国对叛国罪犯人不再执行死刑。

## 行刑方式

### 刑前
被判刑后，犯人通常会被羁押数日后再赴刑。在中世纪早期，犯人会被直接绑在马背上；但到了后来则演变成了将犯人绑在柳制的栅栏或者木板上，并由马駄至刑场。历史学家弗雷德里克·威廉·梅特兰认为这是可能是“为刽子手备好一具还活着的身躯”。然而，刑罚名称中的一词却引起了一定的歧义。依照《牛津英語詞典》的释义，一词既可以指“（在烹饪前、行刑后）取出内脏、肠道”，又有“拖拽牵拉”的意思，“许多处刑的过程中犯人被绑在马尾或者栅栏上拖到行刑场，曾是大逆罪的法定处罚方式之一”，“但如果在刑罚方式中先提到了绞刑后提到了‘’，那么通常认为是指取出脏器”。历史学家拉姆·沙兰·夏尔马也作出了同样的结论：“当‘’一词出在‘绞刑’后面的时候，这个词指的是摘除叛国者的脏器”。此外也有数篇相关的二次文献作出了类似的判断。历史学家兼作家伊恩·莫蒂默对此持相反态度，曾在其网站中撰文称剜刑是一种相对晚出现的手法，虽然史料中出现过多次但不足以说明此处指的就是剜刑。此外，刑罰名稱先提及絞刑再提到拖行，即 “hanged, drawn,...”，是因為拖行只是行刑的附加部分而已。。

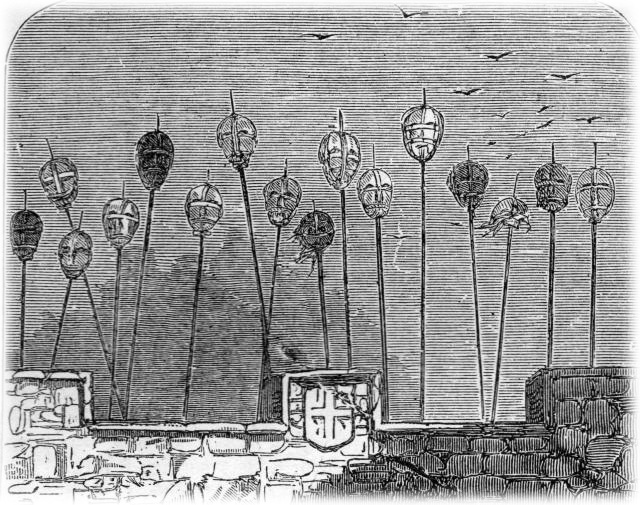
中世纪，伦敦桥上一度挂着用矛头刺穿的受刑犯人的头颅。

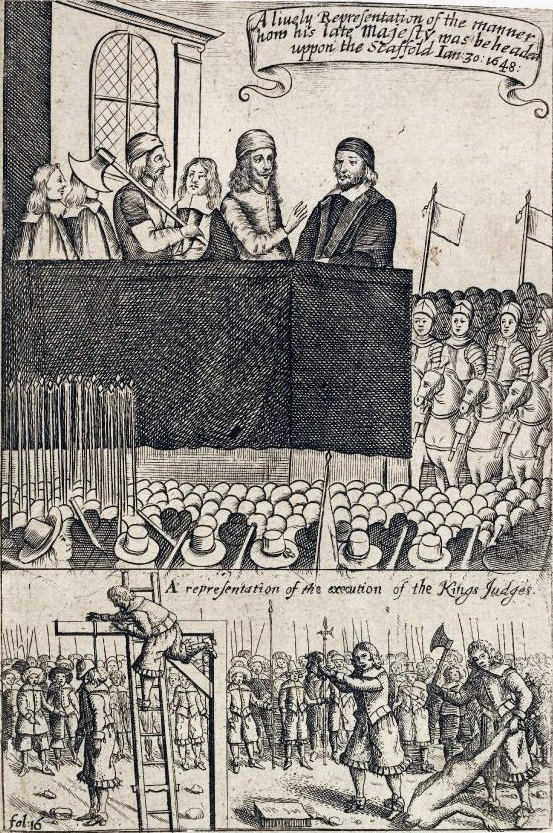
《已故陛下在断头台上被斩首的形象展示；对国王法官的行刑的展示》。绘画的上半部分中，查理一世正在等待被行刑。下半部分，一名弑君犯已被绞杀，另一名已被分尸，刽子手正提着后者的头颅示众。

部分报告显示，在玛丽一世的执政时期（1553年－1558年），旁观者常常会在行刑时拥护行刑决定，有时受刑的一方在赴刑时会被群众直接折磨。威廉·華萊士受到鞭挞、攻击，有人还用腐坏的食物砸他。多默·皮尔查德司铎在上绞刑架时已是濒死状态。也有的犯人受到了一些“热心又虔诚的人”的谴责；时常有传教士跟在犯人后面，希望对方在临死前能忏悔。塞缪尔·克拉克称，清教神职人员威廉·珀金斯曾让一个年轻人在绞刑架前相信他已被上帝原谅，“喜极而泣”地赴死，“好像他已从可怕的地狱中解脱，天堂已敞开大门来接应他的灵魂”。
在大声朗读完国王的圣旨后，行刑人员通常会让群众从绞刑架旁退去，随后再让犯人发言。这些临终遗言大多数都是在认罪（但鲜有人承认自己的叛国罪名），治安官和监牧会盯着犯人的一举一动，偶尔会被迫采取行动。1588年天主教司铎威廉·迪安临刑前的发言就被认为十分欠妥，行刑官堵住了他的嘴，让他差点窒息。有时人们会就犯人的忠诚、政治信仰问题问话。1591年，司铎猎手理查德·托普克利夫就要求埃德蒙·詹宁斯“承认自己的叛国”，但詹宁斯回应称“如若弥撒便是叛国，那么我确实有在进行，并为此感到光荣”。托普克利夫叫他闭嘴，并命刽子手将他从梯子上推了下去。有时，指控犯人叛国的证人也会列席刑罚现场。1582年，政府特工约翰·芒迪（John Munday）出席了多默·福特的行刑现场。福特坚称自己无辜，但治安官一直在叫福特坦白自己的罪行，芒迪也在一旁声援治安官。有的临终遗言是关于在狱中受到的待遇的。许多耶稣会司铎在牢中被反复虐待但却依然对当局持藐视态度；与之相反的是，那些此前社会地位更高些的犯人往往在死前更有歉意。这种临终忏悔可能是因为有的人害怕自己会被施以剜刑，而非单纯的砍头，如果好好表现的话说不定能让刽子手相信他们没有叛国（而是其他的重罪），从而仁慈一些。还有的人担心他们的财产继承人会被剥夺继承权，所以临刑前好好表现。
受刑人有时会被强迫观看其他的叛国者（有的是受刑人的同伴）在他们面前受刑。1584年，雅各伯·貝爾司铎被迫看着自己的同伴若望·芬奇被分尸。1588年，爱德华·詹姆斯和弗朗西斯·爱德华兹（Francis Edwardes）在临刑前也看着洛夫·克罗克特被执行英式车裂，以此表明他们对伊丽莎白一世的忠诚。

### 受刑
临刑前，犯人通常赤裸上身，站在梯子或者推车上，脖子上套着绳索。在治安官的命令下，梯子或者推车会被移走，犯人便会暂时双脚悬空，被勒至濒死状态。有的犯人在这个步骤就已丧命——若望·佩恩司铎于1582年受刑，绞刑期间有一群人抓住他的双腿往下拽，导致他被勒死。有些人的绞刑很快便结束并进入剜刑、阉割的环节——如威廉·哈克特，死于1591年。愛德華·科克认为，之所以会对哈克特进行阉割，是为了“让他腐化的血液不会传到下一代”。
受刑者若此时意识尚存，会看到自己的内脏被逐个烧毁，直到心脏被摘除、犯人被斩首，尸体被分尸成四块。弑君者托马斯·哈里森在受绞刑几分钟后被剖腹，期间撞向其行刑人致使哈里逊被快速斩首，其内脏被丢入附近的火堆中。据记载，若望·霍頓在1535年被剖尸时曾祈祷，在临终前曾大喊“耶稣啊，你会对我的心做什么呢？”许多行刑官经验不足，经常导致执行的过程出现偏差。1584年，利則·葛溫的执行官将葛溫的肠子通过肚子上的小洞一点点取出，“方法行不通后，行刑官用一把屠夫斧从胸膛砍到脊柱，让犯人承受了极大的苦楚”。1606年1月因火药阴谋而被判处英式车裂的盖伊·福克斯就耍过了行刑官，他从绞刑架上跳下并摔断了脖子，提早地结束了自己的痛苦。

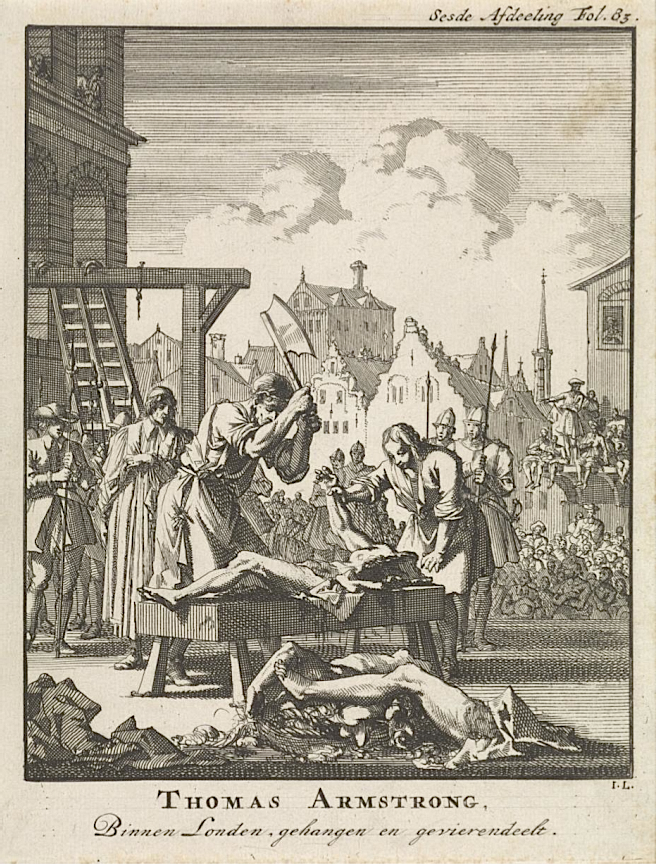
刻有托马斯·阿姆斯特朗于1684年受刑画面的雕版画

目前没有任何证据显示具体的分尸过程，但一幅刻有托马斯·阿姆斯特朗于1684年受刑的画面显示，行刑官先是沿脊柱将身体纵向切开，然后沿臀部将双腿切除。犯人的尸体会被烹至半熟，并加入盐和孜然——前者防止尸体腐坏，后者则防止鸟类啄食。处理过后的尸体会被运到各地公开展示，但通常是犯人开始叛乱的地方。赫伯特·马克斯韦尔这样描述了戴维兹·阿普·格鲁菲兹尸首的位置：“戴有指环的右臂运到了约克；左臂运到了布里斯托尔；右腿和臀部运到了北安普顿；左腿运到了赫里福德。头颅用铁箍住以防腐坏后碎裂，然后拿长矛刺过，让伦敦市民对其嘲笑。”1660年，刺杀查理一世的几名刺客被行刑后，日记作家约翰·艾弗林评论道：“我虽未见到行刑的过程，但却见到了他们被撕开、被斩断的尸块。这些尸块散发着恶臭，从绞刑架的木板上用篮子一路运来。”
斩下的头颅经常会被放到伦敦桥上展示，由城南进入伦敦的话这里是大部分人的必经之路。1566年，约瑟夫·贾斯特斯·斯卡利杰写道，“在伦敦的伦敦桥上挂着好多头颅……就像是船的桅竿一样，[头颅上方]还有尸块。”1602年，波美拉尼亚-什切青公爵谈及这些头颅带来的不祥的性质，称“在桥头靠近市郊的那一端堆着30位绅士的头颅。他们曾有着很高的社会地位，但因谋反女王而被斩首。”英式车裂中在伦敦桥上悬挂头颅的手法在1678年迎来了一个句点。威廉·斯坦利（William Staley）因凭空捏造的天主教阴谋获刑，其尸块被送至亲属一方。收到尸体后，他的家庭很快为他举办了一场“隆重”的葬礼，不想却惹恼了验尸官。验尸官下令掘墓，将尸体堆于城门处，斯坦利的头颅也就成了最后一颗置于伦敦桥上的头。

## 历史

### 英格兰叛国罪

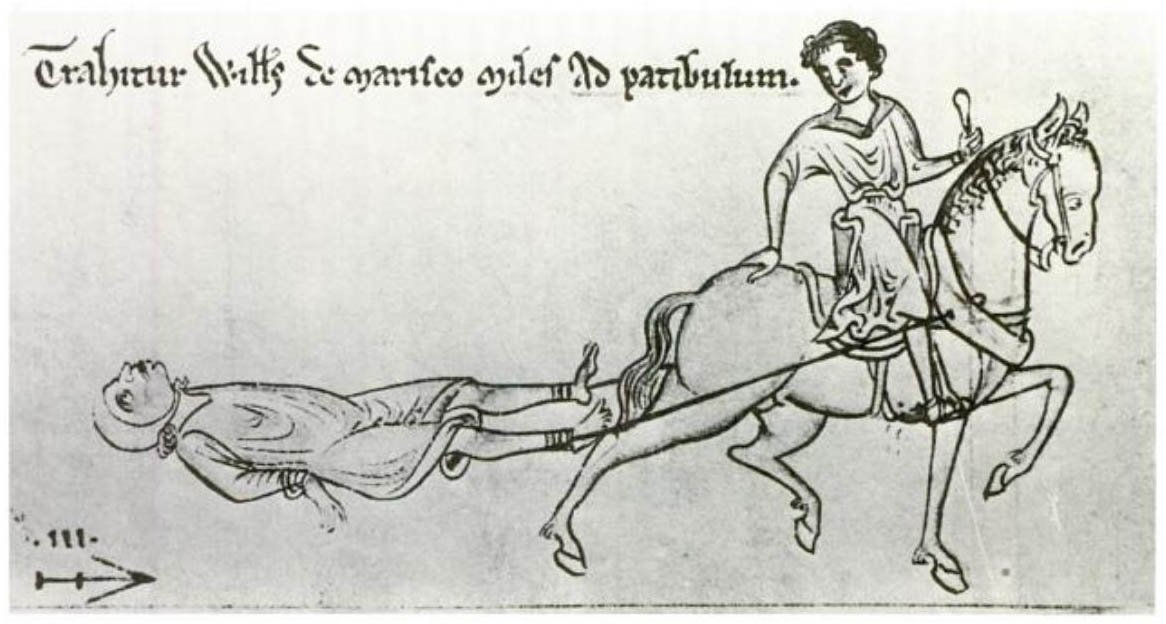
马特修·帕里斯《世界大事录》中的插画，威廉·德马里斯科正在被马拖着受刑

在中世紀中期的英格兰，叛国者会遭到若干种不同的惩罚，比如绞刑、将捆住的犯人在地上拖拉等。到了13世纪，人们为这项罪名加入了更为残酷的惩罚，如剖腹、火刑、砍头和车裂。13世纪的英格兰编年史家马特修·帕里斯记叙了1238年“一位武装起来、受过一定教育的男子”企图刺杀亨利三世未遂，其受刑记录中充斥着可怕的细节：犯人先是“被分尸，随后被砍头；尸身被分成了三块，每一部分都被拖拽到英格兰的大城市中，最后挂在了给强盗用的Gibbet上”。这位刺客显然是由威廉·德马里斯科派来的，后者在若干年前曾杀死过受王室保护的一个人，随后逃亡至兰迪岛。1242年，德马里斯科被捕，亨利三世下令将其从威斯敏斯特拖拽到伦敦塔去行刑。德马里斯科在绞刑架上被绞死，后被剖腹。其内脏被丢入火中，余下的部分被分尸，尸块运到了全国各地的城市。
英式车裂在爱德华一世在位期间（1272年－1307年）用得更加频繁。威尔士王子戴维兹·阿普·格鲁菲兹是英格兰第一个遭英式车裂处决的贵族。他反对国王的统治，自命为威爾士親王、斯诺登勳爵（Lord of Snowdon）。爱德华一世被格鲁菲兹惹恼，想要用一种新的方式来惩罚他。因此，1283年格鲁菲兹被捕、受审后，他被捆起来用马拉到了行刑的地方。格鲁菲兹因杀害了英格兰贵族而被活活绞死；因在复活节期间杀害了贵族成员而被掏出内脏并烧毁；因在英格兰领土四处谋反而被分尸，尸块运至全国各地，其中头放到了伦敦塔塔顶。苏格兰领袖威廉·華萊士也遭受了类似的处罚。1305年他被捕并受审，被强迫头戴月桂冠并拖到了史密斯菲爾德绞死、砍头。其内脏被掏出并烧毁，尸身也遭分尸。其头颅被置于伦敦桥上，尸块分别运送至纽卡斯尔、贝里克、史特靈和伯斯。

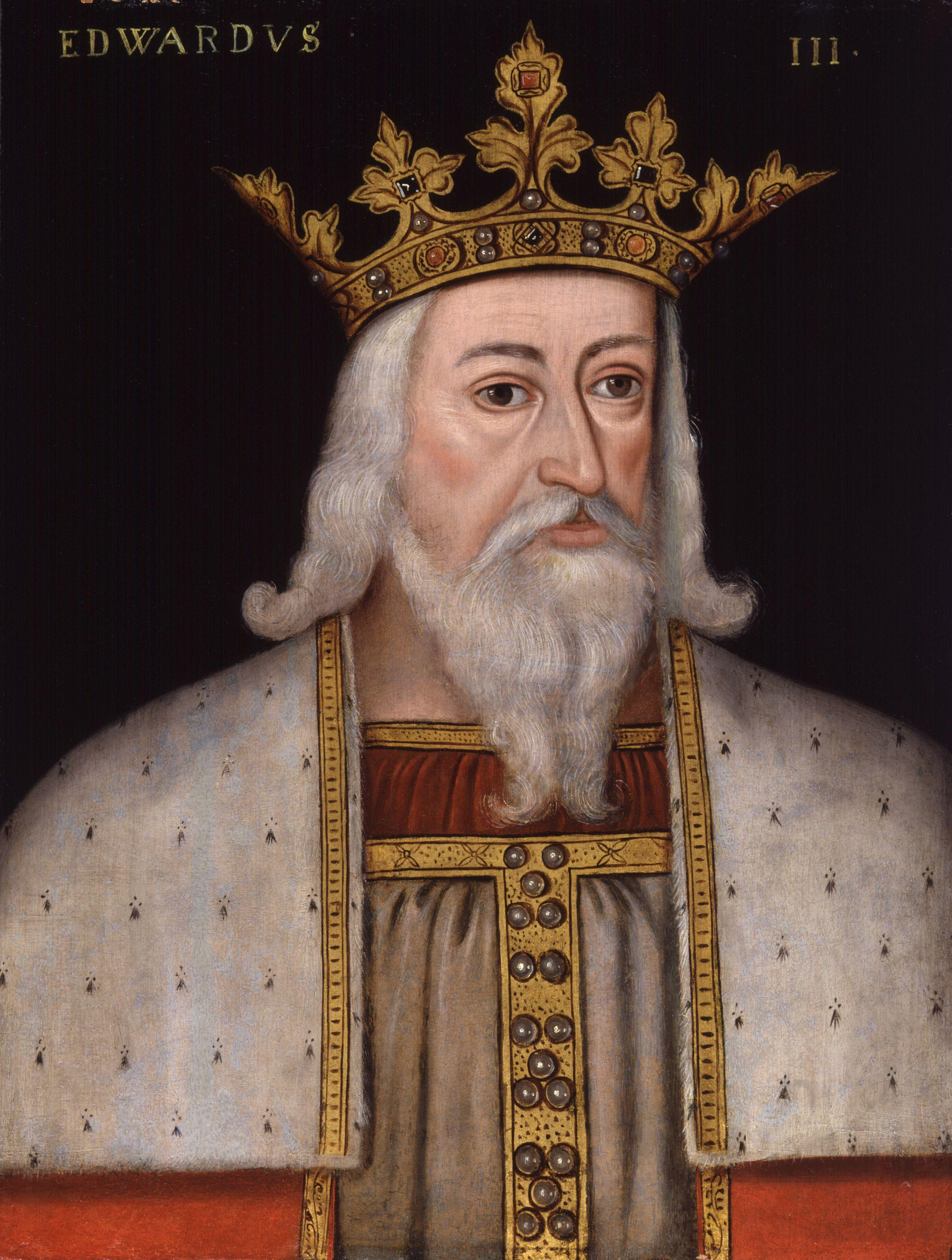
爱德华三世的画像。他颁布了《1351年叛逆法令》，该法定义了何谓“大逆罪”。

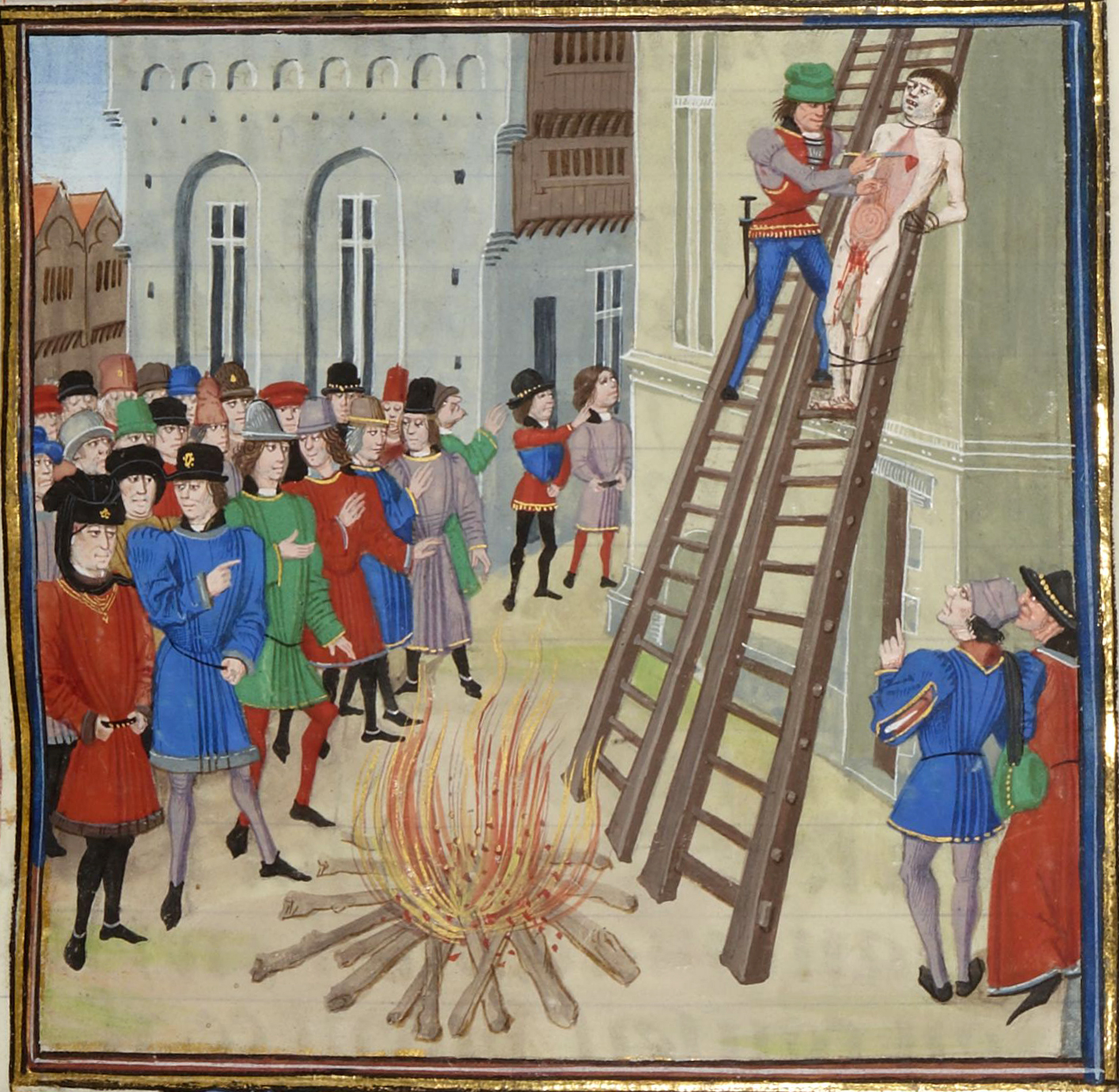
小休·德斯潘塞受刑圖。（讓·弗魯瓦薩爾繪製）

在执行上文中描述的这些刑罚，以及爱德华二世执政时进行的其他类似的刑罚（如处决安德魯·哈克雷、小休·德斯潘塞）时，英美法系中并没有明确定义“叛国罪”及其行刑方式。当时的叛国罪是基于“任何14岁以上的人应向君主效忠”这一概念，至于“效忠”与否是由君主和法官自行判定的。爱德华三世的法官倾向将大量行为举止都认定为叛国，“将重罪视作叛国，以损害王权为由将其定罪”，导致国会不得不要求厘清法例。因此，爱德华颁布了《1351年叛逆法令》。在当时的英格兰，君主的统治权是不容质疑的，因此该法主要用来保护王权。这一法令将叛国的范围缩小，并将此前的叛乱罪分为两种不同的罪名——轻叛逆罪和大逆罪。轻叛逆罪指的是仆从杀害主人、妻子杀害丈夫或者教士杀害教长。犯下轻叛逆罪的男性会被捆住在马路上拖行并绞死，女性则会被处以火刑。
在当时的英格兰，大逆罪是个人能犯下的最严重的罪行。被诉者任何企图削弱王权的举动都会被视作对国王本人的袭击，并被视作对君主地位的攻击，进而变为对君主统治权的威胁。由于威胁到了国家安全，犯下大逆罪者被认定需施以最为严酷的刑罚。大逆罪和轻叛逆罪本质上的区别在于犯罪行为对社会产生的影响。男性罪人会被处以英式车裂，而女性罪人因有伤风化的原因（当时认为女性的身体构造不适合英式车裂）会被拖行并处以火刑。该法令宣布，如果一个人图谋或构想杀害国王、王后或王位继承人；侵犯王后、国王未婚的长女、王位继承人的王储妃；在国王的领土上对国王宣战；通敌，为国王的敌人提供便利；伪造國璽、私玺或皇室的头像硬币；故意进口假币；刺杀正在办公的大法官、库务大臣或其他隶属于国王的法官。虽然法令划定了叛国罪的范围，但它并没有对王权作出任何限制，而且允许英格兰的法官可以在必要的情况下延伸王权的范围（即推定叛逆）。法律也同样适用于在英國美洲殖民地生活的人，但是有记载的唯一一位受到英式车裂的人是约书亚·特夫特（Joshua Tefft），一位英国殖民者，被控在沼泽战役期间与納拉甘西特人通敌，在1676年1月处决。后续的叛国犯人要么被绞死，要么获赦。
一开始，指控一个人叛国只需一名证人，到了1547年增加到了两名证人。嫌疑人首先会交由樞密院私下审讯，随后才会被公开审理。被告方不允许有任何证人出席，不会有任何法律顾问为其辩护，在审理的一开始便会被有罪推定。这也就意味着在立法后的几百年间，任何被控叛国罪的人都在法律上处于一个极其不利的地位。这一不平衡的局面直到17世纪后期才有所改善。輝格黨的政治家因政治斗争而屡次被控叛国，该党便提议了《1695年叛逆法令》。这一法令允许被告方可以有一名法律顾问、证人和一名陪审员出席，也会将诉状转给被告，并且如果不是被控试图刺杀君主的话，追诉期只有三年。
中世纪晚期的1681年7月，因天主教阴谋案获罪的阿馬大主教奧利弗·普蘭克特在泰伯恩被處以英式車裂。行刑的劊子手受贿在火堆中將普蘭克特的身體部位取出。其頭部現在在德羅赫達的聖彼得教堂中展出。涉嫌1745年詹姆斯黨叛亂的弗朗西斯·汤利和其他被捕的几名詹姆斯党官员被执行英式车裂，但当时的行刑官可以在一定程度上自行决定犯人在死前能受多少折磨，这些死刑犯也因此先被杀死，而后再摘除器官。法国间谍弗朗索瓦·亨利·德拉莫特在1781年被绞一小时后，心脏才被掏出并掩埋。次年，戴维·泰里（David Tyrie）在朴茨茅斯被绞刑、斩首、分尸，致使当地有两万余人争抢其尸骨，有人甚至将他的四肢和手指做成了战利品。1803年，爱德华·德斯帕德和他的六个合谋者因德斯帕德阴谋案被处以英式车裂。行刑当天，他们先是被绑到雪橇上，用马拉着在霍斯摩格巷监狱的院子中仪式般地兜圈拖行，最后在该狱被绞杀、斩首。行刑的过程中有约两万人前往观看。

### 后史

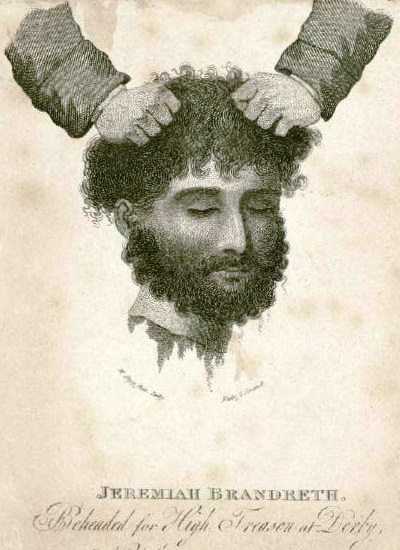
杰里迈亚·布兰德雷思被砍下的头颅。他是英格兰最后获刑英式车裂的几人之一。

到了近现代，在1779年对伊莎贝拉·康登（Isabella Condon）和1786年对菲比·哈里斯（Phoebe Harris）处以火刑时，需要给在行刑现场的治安官支付高昂的费用；在历史学家西蒙·德弗罗（Simon Devereaux）看来，这可能是因为治安官在监督行刑的过程中承受了极大的心理压力。哈里斯的死亡让议员威廉·威伯福斯开始支持一个废除英式车裂的法令草案，但由于该草案允许解剖杀人犯以外的死刑犯，上議院否决了这项草案。1789年对造假者凯瑟琳·墨菲执行火刑时，国会议员本杰明·哈米特（Benjamin Hammett）对此举措强烈谴责，称其为“诺曼底王朝野蛮的政策遗产”之一。由于当时公众反对女性火刑的声浪越来越高，国会通过了《1790年叛逆法令》，对女性叛国者以绞刑取代火刑。后来，该法令被法律改革者塞缪尔·罗米利的《1814年叛逆法令》所取代。罗米利受其朋友杰里米·边沁的影响，一直认为惩戒性质的法律是用来改变犯人的行为的，而不是用来威慑的，英格兰残暴的法律才是社会犯罪率增高的罪魁祸首。1806年罗米利成为国会议员后，他成功改进了“我们用鲜血写就的野蛮、残酷的刑法典”。他对部分盗窃犯、流浪者取消了死刑，并在1814年提议对于男性叛国者先绞杀至断气，然后再由国王决定如何处置其尸体。后来有人指出这一修订会让叛国罪比谋杀罪还要轻，罗米利便认同叛国者的尸体也应该斩首，“作为一种适当的惩罚和羞辱”。彭特里奇起义的领袖杰里迈亚·布兰德雷斯在1817年德比郡监狱和其他两名死刑犯被处决，用的就是修改后的刑罚方案。和上文的爱德华·德斯帕德类似，这三名犯人被绑到雪橇上，随后被绞刑了一小时。在威尔士亲王（后来的喬治四世）的要求下，这三人均被斩首。然而，受雇为刽子手的当地矿工经验不足，斩首时用斧子砍了两回合都未能成功，最后用刀才将犯人斩首。他提着第一颗斩下的头颅宣布斩首成功时，围观的群众吓得四散逃窜。1820年的一次处刑中人们有着不同的反应——五名男子因卡托街阴谋案获罪，在新門監獄被绞杀并斩首。担任刽子手的是一名外科医生，但他在宣布斩首结束时，围观的人们十分愤怒，致使刽子手不得不躲到了监狱里。该案也是罗米利版刑罚最后一次被执行。
英国死刑法律改革在19世纪继续进行，像政治家第一代羅素伯爵約翰·羅素就一直张罗从法典中移除多条死罪。罗伯特·皮尔的法律改革也让《1828年人身攻击法令》取消了原先的轻叛逆罪，并以谋杀罪取而代之。1864年至1866年死刑议题皇家委员会建议对叛国法律维持不变，并援引了“更为仁慈”的《1848年叛国重罪法令》（该法令对叛国者的最高惩罚为服苦役）。委员会的报告建议，“对于叛乱、暗杀等暴力行为……我们认为必须对其处以极刑”；话虽如此，最后一个被处以英式车裂的人是在1839年11月。在其后，本当处死的宪章运动纽波特起义者均被流放处理。史料记载，此时英国公众对于公开执行死刑的态度开始逐渐走向抵触（部分原因是第一次工业革命带来的社会繁荣）。內政大臣史宾塞·霍雷肖·沃波尔对委员会表示，行刑过程“十分败坏社会风气，没有带来好的影响、震慑罪犯，反而让人民变得更加残暴”。于是，委员会便提议将行刑改为在监狱里私底下进行，避开公众视线，“前提是制订好相关法律防止滥用，并让大众相信法律的正义已得到伸张”。两年后，内政大臣盖索恩·哈迪出台的《1868年死刑修正法令》规定谋杀罪不再公开执行，但这一决定不影响犯下叛国罪的死刑犯。该法令的一项修订案试图完全废除死刑，但在三读时23票比127票未能通过。
1870年，在自由党政治家查理斯·福斯特第二次推出的《没收财产法令》中，英式车裂被正式废除。该法令意在废除对重刑犯没收财产的制度，让犯人的家人不至于穷困潦倒。《没收财产法令》将叛国罪的刑罚变为只有绞刑，但它并没有取消罗米利《1814年叛逆法令》中，君主将绞刑变为斩首的权力。斩首于1973年被正式废除，但在此之前这一刑罚已名存实亡许久。《1998年犯罪和扰乱秩序法令》废除了叛国罪的死刑，使得英国于1999年通过了《歐洲人權公約》第六议定书。

### 引用
1. ↑  伊藤翔 2018
2. ↑  高点法律网
3. ↑  鄭久慧 2017
4. 1 2  Bellamy 1979，第187頁
5. ↑  Pollock & Maitland 2007，第500頁
6. ↑  1989
7. ↑  Sharma 2003，第9頁
8. ↑  HIRSCH 1986
9. ↑  Kronenwetter 2001，第204頁
10. ↑  Mortimer 2010
11. ↑  Beadle & Harrison 2008，第12頁
12. ↑  Clarke 1654，第853頁
13. 1 2  Bellamy 1979，第191頁
14. ↑  Bellamy 1979，第195頁
15. ↑  Pollen 1908，第327頁
16. ↑  Pollen 1908，第207頁
17. ↑  Bellamy 1979，第194頁
18. ↑  Bellamy 1979，第199頁
19. ↑  Bellamy 1979，第201頁
20. ↑  Bellamy 1979，第202–204頁
21. ↑  Nenner 2004
22. 1 2  Abbott 2005，第158–159頁
23. ↑  Abbott 2005，第158頁
24. ↑  Gentles 2008
25. ↑  Abbott 2005，第161頁
26. ↑  Hogg 2008
27. ↑  Northcote Parkinson 1976，第91–92頁
28. ↑  Fraser 2005，第283頁
29. ↑  Lewis 2008，第113–124頁
30. ↑  Bellamy 1979，第207–208頁
31. ↑  Kenny 1936，第318頁
32. ↑  Maxwell 1913，第35頁
33. ↑  Evelyn 1850，第341頁
34. ↑  Abbott 2005，第159–160頁
35. ↑  Beadle & Harrison 2008，第22頁
36. ↑  Seccombe & Carr 2004
37. ↑  Powicke 1949，第54–58頁
38. ↑  Giles 1852，第139頁
39. ↑  Bellamy 2004，第23頁
40. ↑  Lewis & Paris 1987，第234頁
41. ↑  Diehl & Donnelly 2009，第58頁
42. ↑  Beadle & Harrison 2008，第11頁
43. ↑  Bellamy 2004，第23–26頁
44. ↑  Murison 2003，第147–149頁
45. ↑  Summerson 2008
46. ↑  Hamilton 2008
47. ↑  Wormald 2001，第280–281頁
48. ↑  Tanner 1940，第375頁
49. 1 2  Bellamy 1979，第9頁
50. ↑  Tanner 1940，第375–376頁
51. ↑  Bellamy 1979，第9–10頁
52. ↑  Dubber 2005，第25頁
53. ↑  Caine & Sluga 2002，第12–13頁
54. 1 2  Briggs 1996，第84頁
55. ↑  Blackstone et al. 1832，第156–157頁
56. ↑  Foucault 1995，第47–49頁
57. ↑  Naish 1991，第9頁
58. ↑  Bellamy 1979，第10–11頁
59. ↑  Coke, Littleton & Hargrave 1817，第20–21頁
60. ↑  Anthony 2001
61. ↑  Ward 2009，第56頁
62. ↑  Allen 2010
63. ↑  Hoffman 1985
64. ↑  Armitage 2015，第57-68、 269-271頁
65. ↑  Tomkovicz 2002，第6頁
66. ↑  Feilden 2009，第6-7頁
67. ↑  Hanly 2006
68. ↑  Roberts 2002，第132頁
69. 1 2 3  Gatrell 1996，第316–317頁
70. ↑  Poole 2000，第76頁
71. ↑  Gatrell 1996，第317–318頁
72. ↑  Chase 2009
73. ↑  Devereaux 2006，第73–93頁
74. ↑  Smith 1996，第30頁
75. ↑  Shelton 2009，第88頁
76. ↑  Feilden 2009，第5頁
77. ↑  Block & Hostettler 1997，第42頁
78. ↑  Romilly 1820，第xlvi頁
79. 1 2  Joyce 1955，第105頁
80. ↑  Belchem 2008
81. ↑  Abbott 2005，第161–162頁
82. ↑  Block & Hostettler 1997，第51–58頁
83. ↑  Wiener 2004，第23頁
84. ↑  Dubber 2005，第27頁
85. ↑  Levi 1866，第134–135頁
86. ↑  Chase 2007，第137-140頁
87. ↑  McConville 1995，第409頁
88. ↑  Kenny 1936，第319頁
89. ↑  Gatrell 1996，第593頁
90. ↑  Block & Hostettler 1997，第59、72頁
91. ↑  1870 & Forster
92. ↑  Anon 3 1870，第N/A頁
93. ↑  Anon 2 1870，第547頁
94. ↑  UK 2011
95. ↑  Anon 1870，第221頁
96. ↑  Statute Law (Repeals) Act 1973 (c. 39), Sch. 1 Pt. V.
97. ↑  Windlesham 2001，第81n頁